# NGC 1063
NGC 1063 is een balkspiraalstelsel in het sterrenbeeld Walvis. Het hemelobject werd op 16 november 1881 ontdekt door de Franse astronoom Édouard Jean-Marie Stephan.

## Synoniemen
- PGC 10232
- MCG -1-7-36
- IRAS02396-0546